# بيتر جاكسون (صحفي)
بيتر جاكسون (بالإنجليزية: Peter Jackson)‏ هو صحفي أمريكي، ولد في 1950 في بانجور في الولايات المتحدة.